# Lates calcarifer
Il barramundi (Lates calcarifer (Bloch 1790)), è un pesce sia d'acqua dolce sia d'acqua salata appartenente alla famiglia Latidae

## Distribuzione e habitat
Questa specie è diffusa nella regione dell'Indo Pacifico, nella regione del golfo persico, nel sud est asiatico dalla Papua Nuova Guinea al nord dell'Australia.

## Origine del nome
Il termine "barramundi" è di origine aborigena australiana, della zona di Rockhampton nel Queensland e si può tradurre come "pesce fluviale dalle grosse scaglie". Originariamente il nome Barramundi era associato allo Scleropages leichardti, ma il nome prevalentemente per ragioni commerciali venne associato al Lates calcarifer negli anni ottanta.

## Descrizione
Questa specie ha un corpo elongato, una bocca grande e leggermente obliqua con denti abrasivi e una mascella superiore che supera ampiamente l'occhio, la vistosa "gobba" al centro della schiena e le pinne dorsali arretrate. Le pinne dorsali sono due, contigue, di cui la prima armata di raggi spiniformi, l'anale è piuttosto piccola, le pettorali e le ventrali sono abbastanza grandi, la pinna caudale è arrotondata.

Può raggiungere dimensioni ragguardevoli, fino a 1.8 metri di lunghezza, ma esemplari di tali dimensioni sono molto rari.

La livrea è grigio - bluastra ma può variare notevolmente a seconda dell'habitat: il Barramundi infatti abita in estuari, lagune e fiumi, vive sia in acque chiare sia torbide, dolci o salate; preferendo comunque una vita stanziale e le temperature relativamente calde (26-30°C)

## Alimentazione
Gli adulti si nutrono di crostacei, molluschi e anche di esemplari più giovani della stessa specie, i giovani invece si nutrono di plancton.

## Pesca sportiva
Questa specie è molto apprezzata dai pescatori, sia per lo spirito pugnace degli esemplari sia per la bontà della loro carne. In numerosi laghi dell'Australia il barramundi è stato introdotto allo scopo di incentivare la pesca sportiva; spesso viene pescato e poi rilasciato. Molti pescatori si recano nel nord del Queensland per provare a pescare gli esemplari più grossi che possono superare un metro circa di lunghezza e pesare dai 10 kg ai 25 kg.

## Pesca commerciale ed acquacoltura
Il Lates calcarifer ha una grande importanza a livello commerciale, è pescato in molte nazioni ed allevato in acquacoltura in Australia, Malaysia, India, Indonesia, Thailandia e negli Stati Uniti.  La produzione australiana del barramundi si è attestata attorno alle 4000 tonnellate annue. Nella zona del sud est asiatico si stima che il pescato ecceda le 30.000 tonnellate annue, negli Stati Uniti vengono allevate circa 800 tonnellate di barramundi all'anno.